# Rémy Delhomme
Pour les articles homonymes, voir Delhomme.
Rémy Delhomme, né le 18 novembre 1967 aux Lilas, est un escrimeur français maniant l'épée.
Il est président de la Fédération française d'escrime (FFE) depuis le 13 octobre 2024.

## Carrière sportive
Vice-champion du monde militaire 92 par équipes, il est ensuite vice-champion du monde 1993 et 1998 par équipes avant d'être sacré champion du monde par équipes en 1999 et médaillé de bronze mondial par équipes en 2001.
Il est aussi vice-champion d’Europe 1998 par équipes, champion d’Europe 1999 individuel et vice-champion d’Europe individuel 2004.
Meilleur classement mondial : n°4 en 2001.
Le 13 octobre 2024, il succède à Brigitte Saint-Bonnet à la présidence de la Fédération française d'escrime (FFE).

## Palmarès
- Championnats du Monde
  -  Médaille d'or par équipes aux Championnats du Monde 1999 à Séoul
  -  Médaille d'argent par équipes aux Championnats du Monde 1998 à La Chaux de Fonds
  -  Médaille d'argent par équipes aux Championnats du Monde 1993 à Essen
  -  Médaillé de bronze par équipes aux Championnats du Monde 2001 à Nîmes
  - Finaliste individuel aux Championnats du Monde 2001
- Epreuves de Coupe du Monde
  -  Médaille d'or en individuel au Challenge Monal en 2006
  -  Médaille d'or en individuel à la Coupe du Monde de Poitiers en 1999
  -  Médaille d'or en individuel à la Coupe du Monde d'Heidenheim en 1998
- Championnats d'Europe
  -  Médaille d'or en individuel aux Championnats d'Europe 1999 à Bolzano
  -  Médaille d'or par équipes aux Championnats d'Europe 2002 à Moscou
  -  Médaille d'or par équipes aux Championnats d'Europe 2000 à Madère
  -  Médaille d'argent en individuel aux Championnats d'Europe 2004 à Copenhague
  -  Médaille d'argent par équipes aux Championnats d'Europe 1999 à Bolzano
  -  Médaille d'argent par équipes aux Championnats d'Europe 1998 à Plovdiv
- Championnats de France
  -  Médaille d'or en individuel aux Championnats de France en 2007
  -  Médaille d'or en individuel aux Championnats de France en 2001
  -  Médaille d'or en individuel aux Championnats de France en 2000
  -  Médaille d'or par équipes aux Championnats de France en 2007
  -  Médaille d'or par équipes aux Championnats de France en 2006
  -  Médaille d'or par équipes aux Championnats de France en 2005
  -  Médaille d'or par équipes aux Championnats de France en 2004
  -  Médaille d'or par équipes aux Championnats de France en 2002
  -  Médaille d'or par équipes aux Championnats de France en 1999